# Páv
Páv je český název pro hrabavé ptáky rodu Pavo z čeledi bažantovitých. Zahrnuje žijící druhy páv korunkatý a páv zelený a jeden vyhynulý druh – Pavo bravardi, který žil v jižní Evropě (nálezy z Řecka, Bulharska, Moldavska a Francie) v období pliocénu.
Jako páv je česky označován i jediný druh rodu Afropavo, páv konžský (Afropavo congensis).